# Burundi op de Olympische Zomerspelen 2024
Burundi nam deel aan de Olympische Zomerspelen 2024 in Parijs.

## Aantal Deelnemers
Hieronder volgt een overzicht van de atleten die zich kwalificeerden voor de Olympische Zomerspelen van 2024.
| Sport    | Mannen | Vrouwen | Totaal |
| -------- | ------ | ------- | ------ |
| Atletiek | 3      | 1       | 4      |
| Judo     | 0      | 1       | 1      |
| Zwemmen  | 1      | 1       | 2      |
| Totaal   | 4      | 3       | 7      |

## Deelnemers en resultaten

### Atletiek

#### Loopnummers
Mannen
| atleet              | onderdeel | series   | series | herkansingen | herkansingen | halve finale | halve finale | finale         | finale         |
| atleet              | onderdeel | tijd     | rang   | tijd         | rang         | tijd         | rang         | tijd           | rang           |
| ------------------- | --------- | -------- | ------ | ------------ | ------------ | ------------ | ------------ | -------------- | -------------- |
| Egide Ntakarutimana | 5000 m    | 14.11,29 | 10     | n.v.t.       | n.v.t.       | n.v.t.       | n.v.t.       | niet geplaatst | niet geplaatst |
| Rodrigue Kwizera    | 10000 m   | n.v.t.   | n.v.t. | n.v.t.       | n.v.t.       | n.v.t.       | n.v.t.       | DNS            | DNS            |
| Célestin Ndikumana  | 10000 m   | n.v.t.   | n.v.t. | n.v.t.       | n.v.t.       | n.v.t.       | n.v.t.       | DNS            | DNS            |

Vrouwen
| atleet               | onderdeel | series   | series | herkansingen | herkansingen | halve finale | halve finale | finale      | finale |
| atleet               | onderdeel | tijd     | rang   | tijd         | rang         | tijd         | rang         | tijd        | rang   |
| -------------------- | --------- | -------- | ------ | ------------ | ------------ | ------------ | ------------ | ----------- | ------ |
| Francine Niyomukunzi | 5000 m    | 15.01,42 | 5 Q    | n.v.t.       | n.v.t.       | n.v.t.       | n.v.t.       | 15.22,40    | 16     |
| Francine Niyomukunzi | 10000 m   | n.v.t.   | n.v.t. | n.v.t.       | n.v.t.       | n.v.t.       | n.v.t.       | 31.17,02 PB | 14     |

### Judo
Vrouwen
| atlete        | onderdeel | eerste ronde            | tweede ronde         | kwartfinale          | halve finale         | herkansing           | finale / BM          | finale / BM    |
| atlete        | onderdeel | tegenstander uitslag    | tegenstander uitslag | tegenstander uitslag | tegenstander uitslag | tegenstander uitslag | tegenstander uitslag | rang           |
| ------------- | --------- | ----------------------- | -------------------- | -------------------- | -------------------- | -------------------- | -------------------- | -------------- |
| Ange Niragira | −78 kg    | Pacut-Kloczko V 00 - 10 | niet geplaatst       | niet geplaatst       | niet geplaatst       | niet geplaatst       | niet geplaatst       | niet geplaatst |

### Zwemmen
Mannen
| atleet              | onderdeel       | series | series | halve finale   | halve finale   | finale         | finale         |
| atleet              | onderdeel       | tijd   | rang   | tijd           | rang           | tijd           | rang           |
| ------------------- | --------------- | ------ | ------ | -------------- | -------------- | -------------- | -------------- |
| Belly-Cresus Ganira | 50 m vrije slag | 23,80  | 46     | niet geplaatst | niet geplaatst | niet geplaatst | niet geplaatst |

Vrouwen
| atlete               | onderdeel       | series | series | halve finale   | halve finale   | finale         | finale         |
| atlete               | onderdeel       | tijd   | rang   | tijd           | rang           | tijd           | rang           |
| -------------------- | --------------- | ------ | ------ | -------------- | -------------- | -------------- | -------------- |
| Lois Eliona Irishura | 50 m vrije slag | 29,63  | 58     | niet geplaatst | niet geplaatst | niet geplaatst | niet geplaatst |